# Calycera herbacea
Calycera herbacea är en calyceraväxtart som beskrevs av Antonio José Cavanilles. Calycera herbacea ingår i släktet Calycera och familjen calyceraväxter. Utöver nominatformen finns också underarten C. h. viridiflora.